# 塞耶河畔蒙塞勒
塞耶河畔蒙塞勒（法語：Moncel-sur-Seille，法語發音：[mɔ̃sɛl syʁ sɛj]）是法国默尔特-摩泽尔省的一个市镇，位于该省南部，属于南锡区。

## 地理
塞耶河畔蒙塞勒（48°45'55"N, 6°25'18"E）面积12.41 平方千米，位于法国大東部大區默尔特-摩泽尔省，该省份为法国东北部内陆省份，是洛林的一部分，北邻比利时、卢森堡，北起顺时针与摩泽尔省、下莱茵省、孚日省和默兹省接壤。
与塞耶河畔蒙塞勒接壤的市镇（或旧市镇、城区）包括：佩通库尔、尚布雷、大伯藏日、塞耶河畔布兰、马兹吕勒、索尔内维尔。

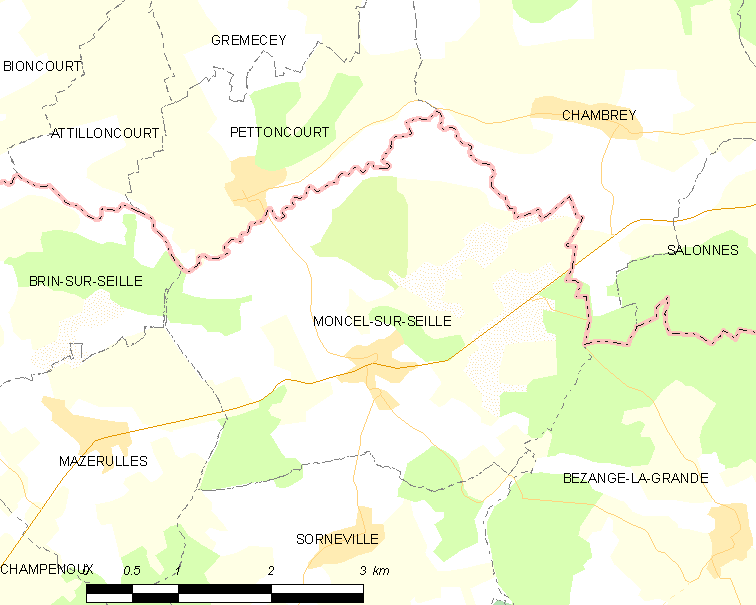
塞耶河畔蒙塞勒的OSM定位图

塞耶河畔蒙塞勒的时区为UTC+01:00、UTC+02:00（夏令时）。

## 行政
塞耶河畔蒙塞勒的邮政编码为54280，INSEE市镇编码为54374。

## 政治
塞耶河畔蒙塞勒所属的省级选区为格朗库罗内县。

## 人口

1962-2008年间塞耶河畔蒙塞勒人口变化图示

塞耶河畔蒙塞勒于2022年1月1日时的人口数量为533人。